# European Journal of Pharmaceutical Sciences
Das European Journal of Pharmaceutical Sciences, abgekürzt Eur. J. Pharm. Sci., ist eine wissenschaftliche Fachzeitschrift, die vom Elsevier-Verlag veröffentlicht wird. Die Zeitschrift ist ein offizielles Publikationsorgan der European Federation for Pharmaceutical Sciences. Sie erscheint mit zwölf Ausgaben im Jahr und wird seit 2022 im Open Access veröffentlicht. Es werden Arbeiten veröffentlicht, die sich mit dem Gebiet der Pharmazie beschäftigen.
Der Impact Factor lag im Jahr 2014 bei 3,35. Nach der Statistik des ISI Web of Knowledge wird das Journal mit diesem Impact Factor in der Kategorie Pharmakologie und Pharmazie an 66. Stelle von 254 Zeitschriften geführt.